# گینزا

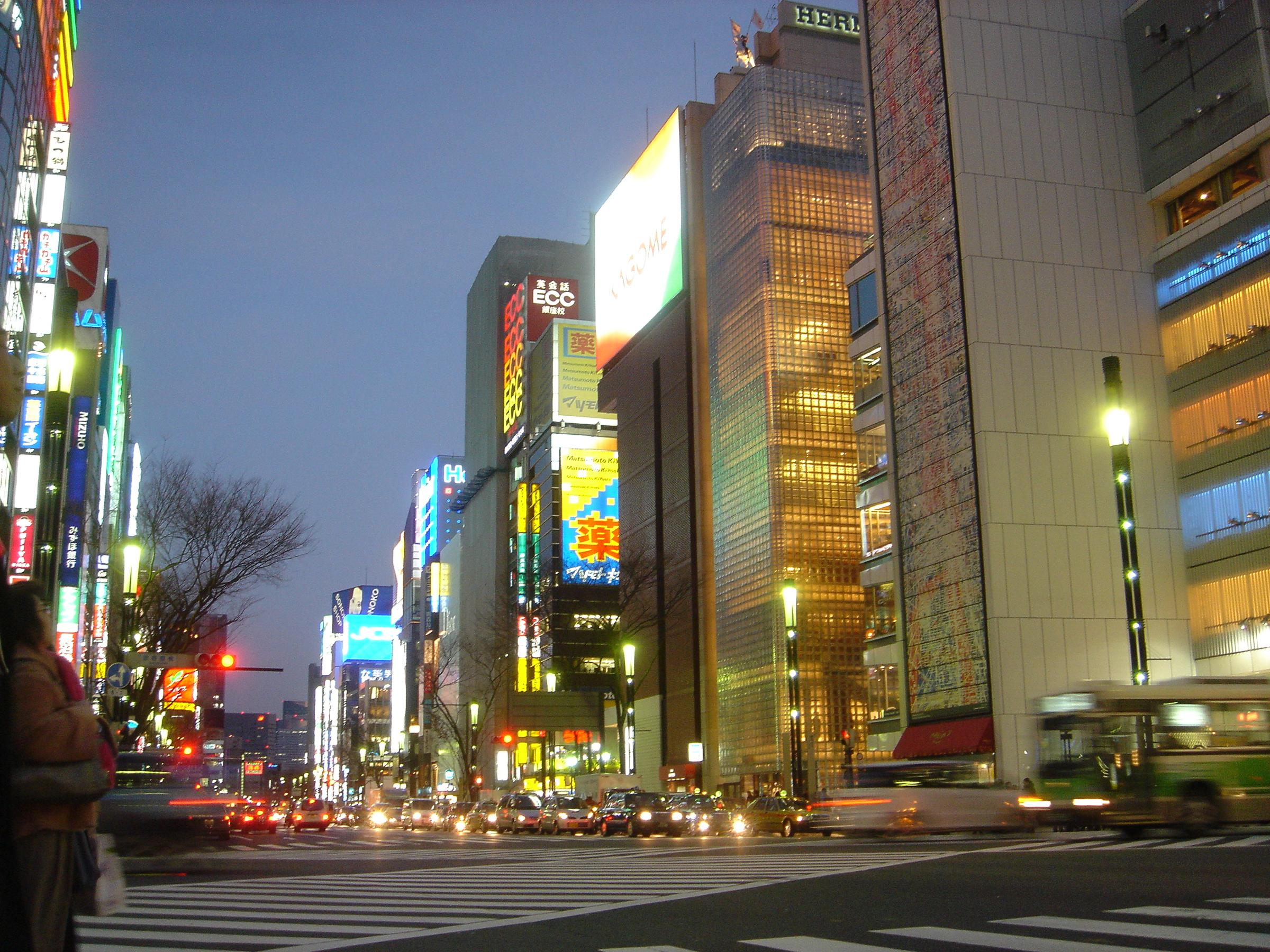
خیابان گینزا در توکیو

خیابان گینزا (به ژاپنی: 銀座 Ginza) در منطقهٔ چوئو در توکیو پایتخت ژاپن واقع شده‌است. در سال ۱۸۷۰ گینزا اولین خیابان به سبک غربی و مدرن بود که در توکیو ساخته شد.

## دسترسی به منطقه
- خطوط راه‌آهن
  - ■خط یامانوته ایستگاه یوراکوچو
  - ■خط که‌ایهین-توهوکو ایستگاه یوراکوچو
  - ■خط کییو ایستگاه توکیو
  -  خط گینزا، ایستگاه گینزا
  -  خط مارونواوچی، ایستگاه گینزا
  -  خط هیبیا، ایستگاه گینزا یا ایستگاه هیبیا
  -  خط چیودا، ایستگاه هیبیا
  -  خط یوراکوچو، ایستگاه یوراکوچو
  -  خط آساکوسا وابسته به متروی توئی، ایستگاه هیبیا

## نگارخانه

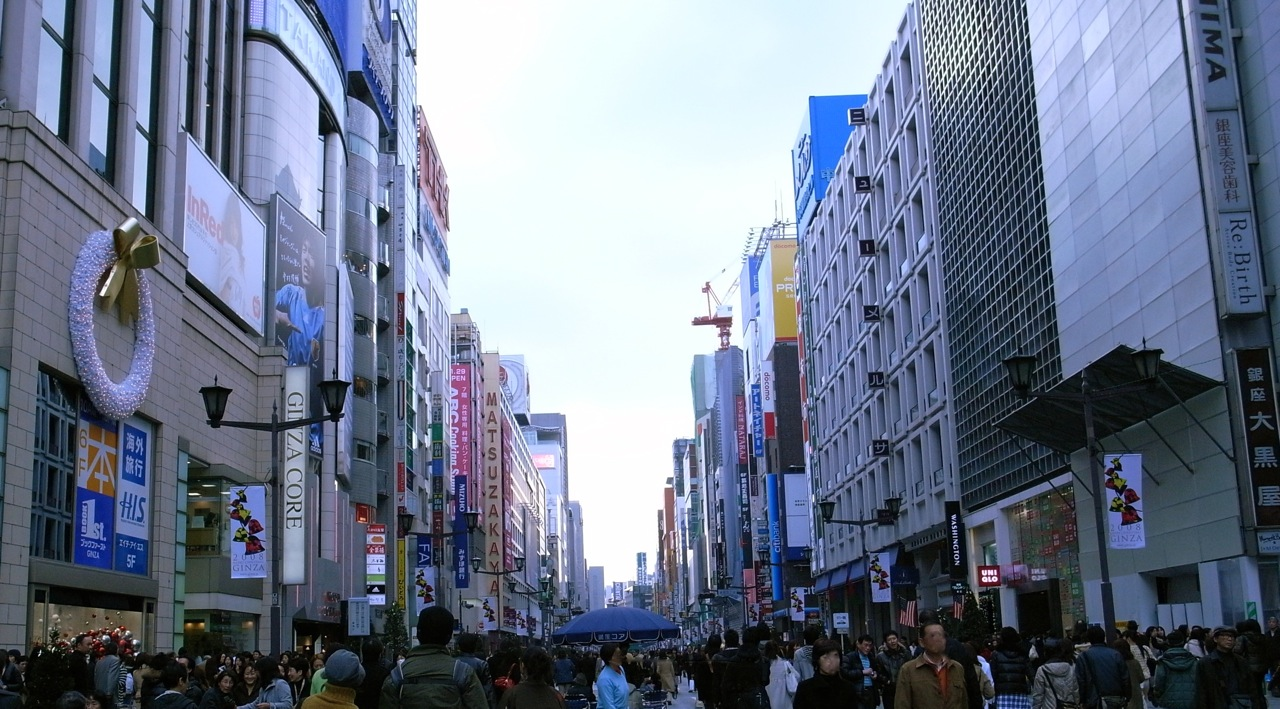
گینزا
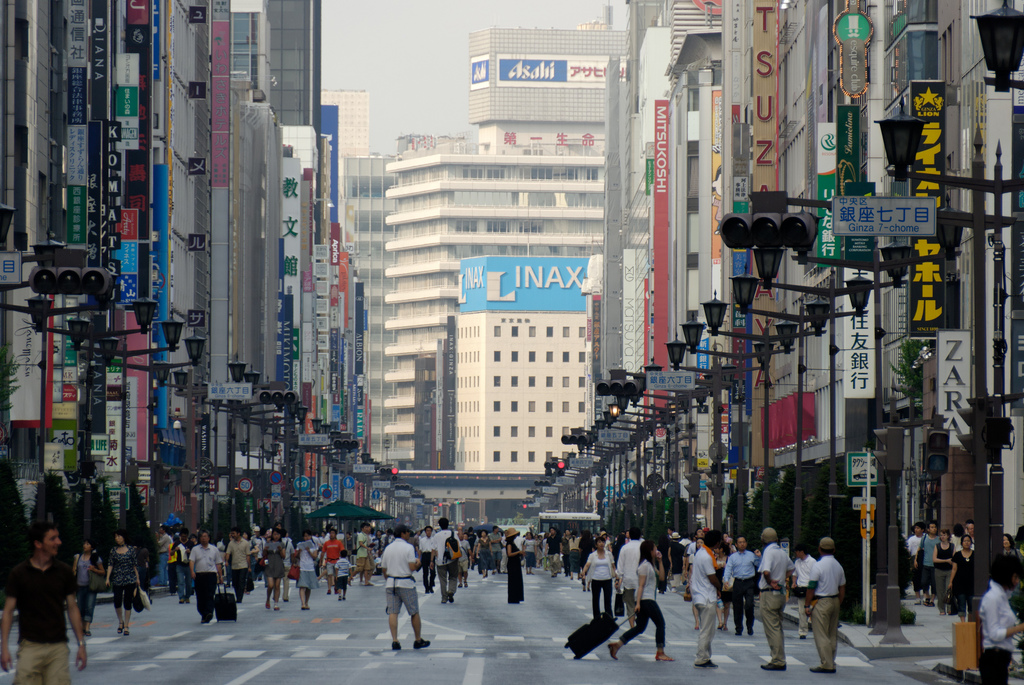
گینزا